# توقيت البحرين

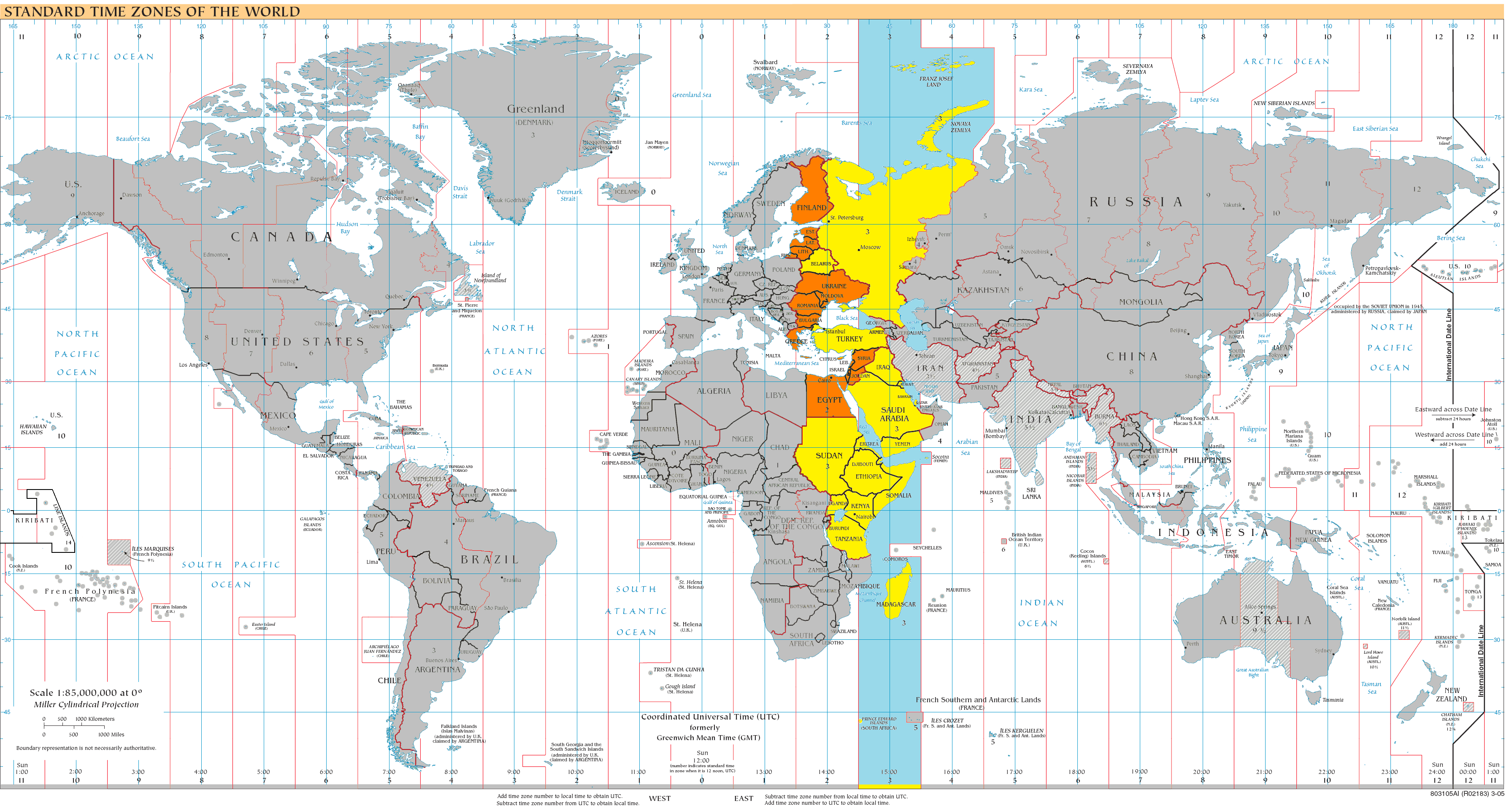
صورة توضيحية للتوقيت في البحرين حسب خط الطول في خريطة العالم (ثلاث خطوط الى يمين غرينيتش)

توقيت البحرين يتبع التوقيت العربي (ت ع م+03:00). وهي لا تتبع التوقيت الصيفي 